# Empiriokriticism
Empiriokriticism är en positivistisk filosofisk riktning som hävdar att den rena sinneserfarenheten är grunden till all kunskap om verkligheten. Således avvisas såväl vad man betecknar som "metafysiska spekulationer" som vetenskapliga försök att härleda en bakomliggande orsak.
Richard Avenarius anses vara empiriokriticismens grundare och Ernst Mach hör till dess främsta företrädare. Även Heinrich Gomperz och Theodor Ziehen hör till skolan. Lenin riktade häftig kritik mot empiriokriticismen i sin skrift Materialismen och empiriokriticismen (1909, svensk översättning 1942 i Filosofiska arbeten).